# The Best of Bruce Dickinson
The Best of Bruce Dickinson è una raccolta del cantante britannico Bruce Dickinson, pubblicata nel 2001 dalla Metal-Is Records.

## Il disco
L'album è composto da due CD, il primo dei quali contiene i più grandi successi della carriera solista del cantante raccogliendo tracce da tutti gli album pubblicati (comprese alcuni versioni live provenienti da Scream for Me Brazil) e due brani inediti, Broken e Silver Wings, pubblicati anche in un CD singolo.
Il secondo CD (denominato "Tracks from the Vault") raccoglie numerose b-side inserite nei vari singoli pubblicati (e nelle riedizioni 2005 degli album) ma anche brani inediti come Wicker Man e Midnight Jam provenienti dalle session dell'album Accident of Birth, Acoustic Song reperibile solo nella versione giapponese di The Chemical Wedding, The Voice of Crube (un'intervista lunga 13 minuti al cantante) ed infine Dracula la prima canzone scritta da Dickinson molto prima di entrare negli Iron Maiden e masterizzata direttamente dalla cassetta-tape.

## Tracce

### CD 1
1. Broken  (Dickinson, Z)  – 4:00
2. Tattooed Millionaire  (Dickinson, Gers)  – 4:25
3. Laughing in the Hiding Bush (live)  (Dickinson, Dickson, Z)  – 4:09
4. Tears of the Dragon  (Dickinson)  – 6:19
5. The Tower  (Dickinson, Z)  – 4:43
6. Born in '58  (Dickinson, Gers)  – 3:36
7. Accident of Birth  (Dickinson, Z)  – 4:28
8. Silver Wings  (Dickinson, Z)  – 4:16
9. Darkside of Aquarius  (Dickinson, Z)  – 6:50
10. Chemical Wedding  (Dickinson, Z)  – 4:05
11. Back from the Edge  (Dickinson, Dickson)  – 4:16
12. Road to Hell  (Dickinson, Smith)  – 3:58
13. Book of Thel (live)  (Casillas, Dickinson, Z)  – 8:27

### CD 2
1. Bring Your Daughter... to the Slaughter (Original Soundtrack Version)  (Dickinson)  – 5:00
2. Darkness Be My Friend  (Dickinson)  – 2:00
3. Wicker Man (rec. '97)  (Dickinson, Z)  – 4:40
4. Real World  (Dickinson, Z)  – 3:55
5. Acoustic Song  (Dickinson, Z)  – 4:23
6. No Way Out... Continued  (Baker, Crichton, Dickinson)  – 5:18
7. Midnight Jam  (Dickinson, Smith, Z)  – 5:11
8. Man of Sorrows  (Dickinson)  – 5:15
9. Ballad of Mutt  (Dickinson, Gers)  – 3:33
10. Re-Entry  (Dickinson, Dickson)  – 4:03
11. I'm in a Band With an Italian Drummer  (Dale)  – 3:52
12. Jerusalem (live)  (Dickinson, Z)  – 6:43
13. The Voice of Crube – 13:45
14. Dracula  (D.Siviter, P.Siviter)  – 3:45

## Singoli
- Broken (b-side: Silver Wings, Bring Your Daughter... to the Slaughter (colonna sonora version))